# 알렉산드로스 2세 자비나스
알렉산드로스 2세 자비나스(본명: 알렉산드로스 2세 테오스 에피파네스 니케포로스, 고대 그리스어: Ἀλέξανδρος Θεός Ἐπιφανής Νικηφόρος Áléxandros Theós Épiphanḗs Nikēphóros, 성은 자비나스(Zabinas), 영어: Alexander II Zabinas, 기원전 150년 – 기원전 123년)는 헬레니즘 문명 시대에 기원전 128년에서 기원전 123년 사이의 시리아를 지배했던 셀레우코스 제국의 군주였다. 그의 진정한 혈통은 논쟁의 여지가 있다. 어떤 고대 역사가에 따라 그는 알렉산더 1세의 아들이거나 안티오코스 7세 시데테스의 양자라고 주장했다. 대부분의 고대 역사가들과 현대 학문적 합의는 알렉산더 2세가 셀레우코스 왕조라는 주장은 거짓이었다고 주장한다. 그의 성 "자비나스"(Zabinas, Ζαβινας)는 일반적으로 "구매한 사람"으로 번역되는 셈어 이름이다. 그러나 성(姓)은 "신에게서 샀다"는 의미도 있으므로 알렉산더 2세가 알렉산더 1세의 친아들일 가능성이 있다. 알렉산더 2세 주화의 도상학은 그가 왕위 계승권을 주장하는 근거가 알렉산더 1세의 아버지인 안티오코스 4세 에피파네스의 혈통임을 나타낸다.